# Mont (Saona i Loira)
Mont és un municipi francès, situat al departament de Saona i Loira i a la regió de Borgonya - Franc Comtat. L'any 2007 tenia 191 habitants.

## Demografia

### Població
El 2007 la població de fet de Mont era de 191 persones. Hi havia 80 famílies, de les quals 16 eren unipersonals (16 homes vivint sols), 24 parelles sense fills, 28 parelles amb fills i 12 famílies monoparentals amb fills.
La població ha evolucionat segons el següent gràfic:
Habitants censats

### Habitatges
El 2007 hi havia 98 habitatges, 78 eren l'habitatge principal de la família, 16 eren segones residències i 4 estaven desocupats. 94 eren cases i 4 eren apartaments. Dels 78 habitatges principals, 54 estaven ocupats pels seus propietaris, 20 estaven llogats i ocupats pels llogaters i 4 estaven cedits a títol gratuït; 14 tenien tres cambres, 24 en tenien quatre i 40 en tenien cinc o més. 71 habitatges disposaven pel capbaix d'una plaça de pàrquing. A 28 habitatges hi havia un automòbil i a 48 n'hi havia dos o més.

### Piràmide de població
La piràmide de població per edats i sexe el 2009 era:
| Homes | Edats   | Dones |
| ----- | ------- | ----- |
| 0     | 95 o +  | 0     |
| 0     | 90 a 94 | 0     |
| 0     | 85 a 89 | 0     |
| 0     | 80 a 84 | 0     |
| 12    | 75 a 79 | 0     |
| 4     | 70 a 74 | 8     |
| 4     | 65 a 69 | 0     |
| 8     | 60 a 64 | 12    |
| 4     | 55 a 59 | 0     |
| 0     | 50 a 54 | 4     |
| 20    | 45 a 49 | 4     |
| 12    | 40 a 44 | 12    |
| 8     | 35 a 39 | 4     |
| 12    | 30 a 34 | 12    |
| 0     | 25 a 29 | 4     |
| 0     | 20 a 24 | 0     |
| 4     | 15 a 19 | 4     |
| 12    | 10 a 14 | 16    |
| 4     | 5 a 9   | 8     |
| 4     | 0 a 4   | 8     |

## Economia
El 2007 la població en edat de treballar era de 140 persones, 107 eren actives i 33 eren inactives. De les 107 persones actives 98 estaven ocupades (56 homes i 42 dones) i 9 estaven aturades (4 homes i 5 dones). De les 33 persones inactives 15 estaven jubilades, 11 estaven estudiant i 7 estaven classificades com a «altres inactius».

### Ingressos
El 2009 a Mont hi havia 83 unitats fiscals que integraven 214 persones, la mediana anual d'ingressos fiscals per persona era de 15.871 €.

### Activitats econòmiques
L'únic establiment que hi havia el 2007 era d'una empresa de serveis.
L'any 2000 a Mont hi havia 16 explotacions agrícoles.

## Equipaments sanitaris i escolars
El 2009 hi havia una escola elemental integrada dins d'un grup escolar amb les comunes properes formant una escola dispersa.

## Poblacions més properes
El següent diagrama mostra les poblacions més properes.